# Libra de Santa Elena
La libra de Santa Elena (Saint Helena pound en inglés) es la moneda que se maneja en Santa Elena, isla principal de un territorio británico de ultramar compuesto por varias islas ubicadas en el Atlántico sur. Completan el territorio las islas de Ascensión y Tristán de Acuña, en las cuales se maneja la libra esterlina del Reino Unido como moneda.
El principal territorio insular donde se usa esta divisa es la isla de Santa Elena.
La libra de Santa Elena está a la par de la libra esterlina, aunque tiene sus propios billetes y monedas en las mismas denominaciones.

## Historia
La libra esterlina británica se introdujo inicialmente subdividida en 20 chelines, cada uno con 12 peniques. 
Esto se complementó con monedas de papel ocasionales con temas locales. Una moneda de medio penique de cobre, también fue acuñada específicamente para su uso en las islas en 1821, entremezclando la moneda británica. Las notas fueron denominadas en libras y chelines y valorados a la par de la libra esterlina.
Antes de febrero de 1961, la libra sudafricana, que entonces tenía el mismo valor que la libra esterlina, también fue aceptada en la isla, pero esto se detuvo con la introducción del nuevo rand sudafricano.
En 1976, el gobierno de Santa Elena comenzó a emitir nuevos billetes, para su uso en la isla, con la introducción de monedas en circulación destinadas al uso en isla Santa Elena, así como la isla Ascensión a partir de 1984. El uso de estas monedas y billetes se amplió también a Tristán de Acuña.

## Monedas

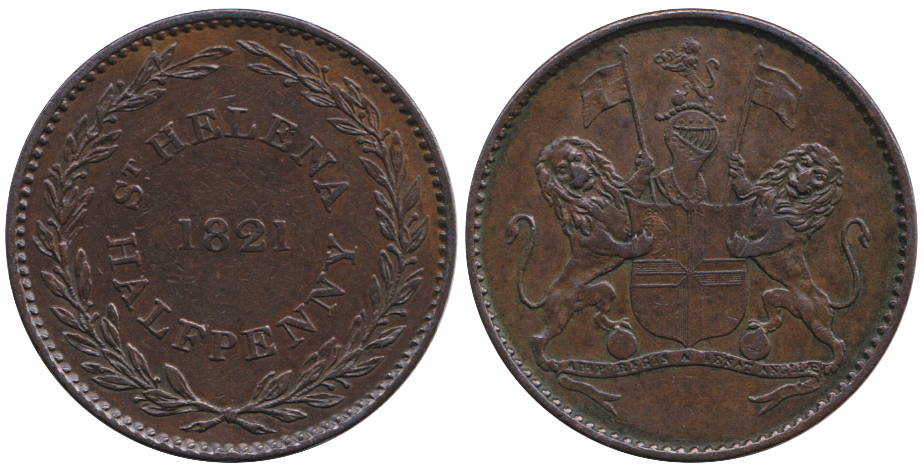
Un medio penique de la Compañía Británica de las Indias Orientales acuñado para la isla en 1821.

Las primeras monedas fueron introducidas por primera vez en 1821 por la Compañía Británica de las Indias Orientales. Hasta antes de 1984 circulaban billetes y monedas británicas, y luego se acuñaron monedas bajo los nombres de Santa Elena y Ascensión en las denominaciones de 1, 2, 5, 10 y 50 peniques y de 1 libra. Todas las monedas son del mismo tamaño y composición que las correspondientes monedas británicas y valorado a la par con la libra británica. Cada moneda muestra la flora y fauna únicas de las islas. 
Actualmente, las monedas todavía no incluyen a Tristán de Acuña, que continúa utilizando la libra esterlina al mismo tiempo, junto con monedas no oficiales que se han acuñado allí.
Además, todas las monedas de circulación tienen en el anverso un retrato de la cabeza de la reina Isabel II del Reino Unido. A lo largo de los años, han cambiado los diseños de las monedas (una versión incluyó al chorlito de Santa Elena, endémica de la isla) y se han creado varias conmemorativas. Estas son las actuales:
| Denominación (£) | Reverso               |
| ---------------- | --------------------- |
| 0,01             | Atún                  |
| 0,02             | Asno                  |
| 0,05             | Tortuga Jonathan      |
| 0,10             | Delfín                |
| 0,20             | Lirio                 |
| 0,50             | Tortuga verde         |
| 1,00             | Charrán sombrío       |
| 2,00             | Escudo de Santa Elena |

## Billetes
Desde 1716, el gobernador y el Consejo de la Isla de Santa Elena emitieron notas de 2½ y 5 chelines y 1 y 2 libras. Estas fueron emitidas hasta el siglo XVIII. En 1976, el consejo monetario del Gobierno de Santa Elena empezó a emitir billetes de 1 de 5 libras, seguido de 50 peniques y billetes de 10 libras en 1979. Los billetes de 50 peniques y 1 libra fueron retiradas y reemplazadas por monedas en 1984. Luego se emitieron billetes de 20 libras en 1986.
En 2004, se introdujo una nueva serie de billetes de 5, 10, y 20 libras con un nuevo diseño y características de seguridad más recientes, producida por De La Rue. Los billetes de una libra fueron retirados de circulación.